# Steginoporella haddoni
Steginoporella haddoni är en mossdjursart som beskrevs av Harmer 1900. Steginoporella haddoni ingår i släktet Steginoporella och familjen Steginoporellidae. Inga underarter finns listade i Catalogue of Life.